# Kaga-Bandoro
Kaga-Bandoro (tidligere Fort-Crampel og Crampel) er en købstad og hovedstad i præfekturet  Nana-Grébizi i Den Centralafrikanske Republik. Det repræsenterer sædet for det romersk-katolske stift Kaga-Bandoro. Byen er blevet omdøbt to gange.

## Historie
I marts 1897 oprettede Émile Gentil en post i det, der er kendt som Kaga-Bandoro, som året efter blev omdøbt til Fort-Crampel. To franske koloniembedsmænd henrettede en desertør med dynamit den 14. juli 1903, for at fejre Bastilledagen, og advare lokalbefolkningen mod at gøre oprør mod kolonistyret. Denne alvorlige hændelse førte til skandalen kendt som Fort Crampel-affæren (en).
Den 23. januar 1961 blev Fort-Crampel omdøbt til Crampel. Tretten år senere,  den 6. august 1974, blev Crampel omdøbt til Kaga-Bandoro.
Den 25. december 2012 overtog oprørere fra Séléka-koalitionen kontrollen over Kaga-Bandoro. Den 14. december 2015 erklærede oprørerne uafhængighed for Republikken Logone (en) i Kaga-Bandoro. I september 2016 blev det rapporteret, at Kaga-Bandoro var under fælles kontrol af MPC- og FPRC- væbnede grupper. I december 2019 var der angiveligt fire væbnede grupper til stede i Kaga-Bandoro: MPC, FPRC, Anti-balaka og UPC.
Den 10. april 2021 gik FACA og deres russiske allierede ind i byen Kaga-Bandoro. Dette førte til, at de oprørsstyrker, der tidligere besatte byen, er flygtet mod nord mod Kabo og Batangafo.